# Чупина (Тюменская область)
Чупина — деревня в Абатском районе Тюменской области России. Входит в состав Майского сельского поселения.

## География
Деревня находится в юго-восточной части Тюменской области, в лесостепной зоне, в пределах Ишимской равнины, на правом берегу реки Мысли (приток Ишима), вблизи места впадения в неё реки Маслянка, на расстоянии примерно 29 километров (по прямой) к юго-западу от села Абатское, административного центра района. Абсолютная высота — 70 метров над уровнем моря.

### Часовой пояс
Чупина, как и вся Тюменская область, находится в часовой зоне МСК+2. Смещение применяемого времени относительно UTC составляет +5:00.

## История
В «Списке населенных мест Российской империи» 1871 года издания (по сведениям 1868—1869 годов) населённый пункт упомянут как казённая деревня Чупина Ишимского округа Тобольской губернии, при речке Мыслях, расположенная в 51 версте от окружного центра города Ишим. В деревне насчитывалось 28 дворов и проживал 631 человека (281 мужчина и 350 женщин).
В 1926 году в деревне имелось 121 хозяйство и проживало 594 человека (278 мужчин и 316 женщин). В административном отношении Чупина входила в состав Маслянского сельсовета Абатского района Ишимского округа Уральской области.

## Население
| 1989 | 2002 | 2010 |
| ---- | ---- | ---- |
| 73   | ↘66  | ↘44  |

Гендерный состав
По данным Всероссийской переписи населения 2010 года в гендерной структуре населения мужчины составляли 54,5 %, женщины — соответственно 45,5 %.
Национальный состав
Согласно результатам переписи 2002 года, в национальной структуре населения русские составляли 94 % из 66 чел.

## Улицы
Уличная сеть деревни состоит из двух улиц.